# Карнешевиці
Карнешевиці (пол. Karnieszewice) — село в Польщі, у гміні Сянув Кошалінського повіту Західнопоморського воєводства.
Населення — 372 особи (2011).
У 1975-1998 роках село належало до Кошалінського воєводства.

## Демографія
Демографічна структура станом на 31 березня 2011 року:
|          | Загалом | Допрацездатний вік | Працездатний вік | Постпрацездатний вік |
| -------- | ------- | ------------------ | ---------------- | -------------------- |
| Чоловіки | 186     | 43                 | 130              | 13                   |
| Жінки    | 186     | 37                 | 118              | 31                   |
| Разом    | 372     | 80                 | 248              | 44                   |